# Креозот

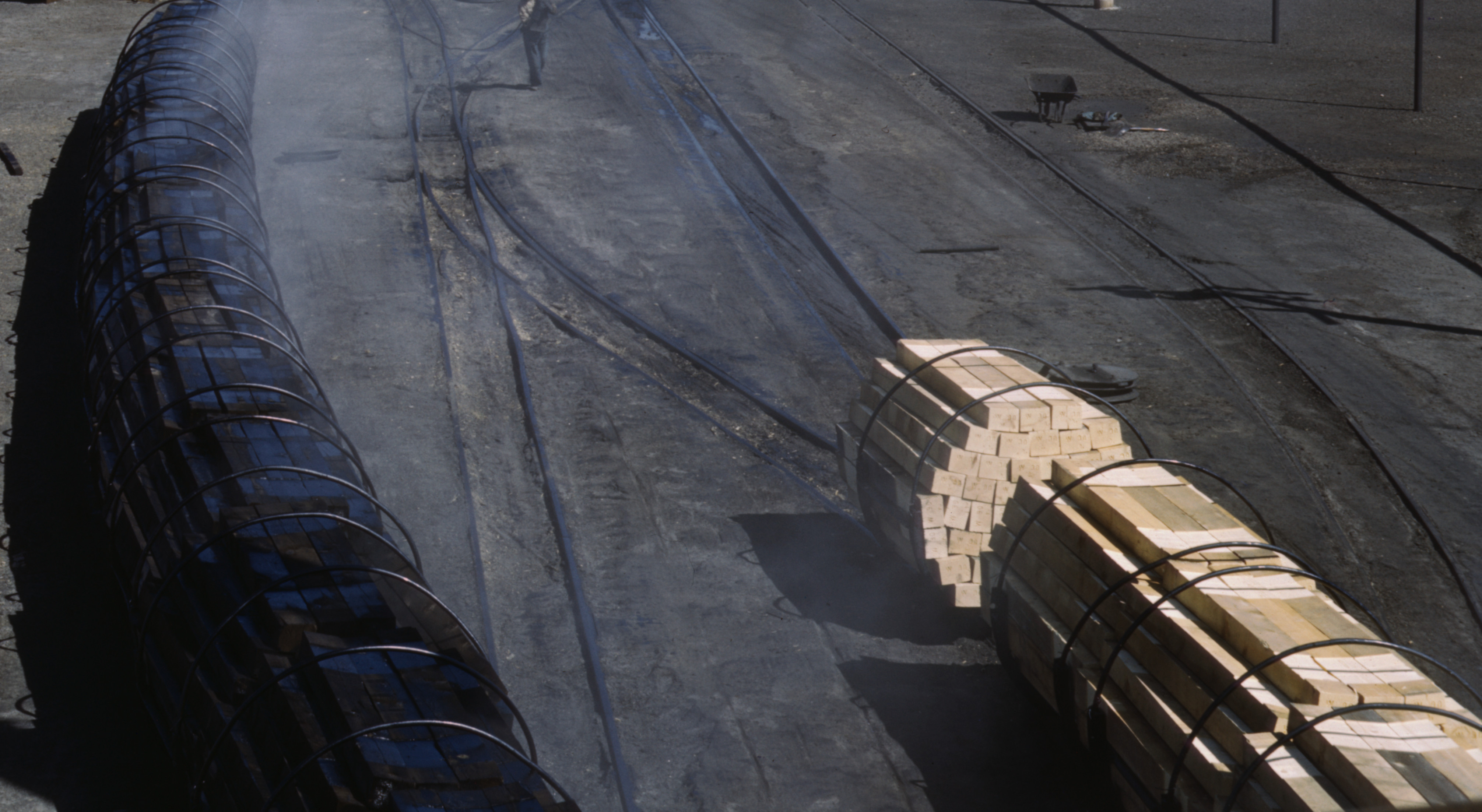
шпали до та після просочення креозотом

Креозот (рос. креозот, англ. creosote, нім. Kreosot) — безбарвна (іноді жовтувата або жовто-зелена), займиста, погано розчинна у воді масляниста рідина із їдким запахом і пекучим смаком, яку виробляють з деревного або кам'яновугільного дьогтю. Є сумішшю фенолів, головним чином гваяколу і крезолів. Розчинний у спирті, ефірі.

## Історія
Креозот вперше отримав Карл фон Рейхенбах у 1830 році під час дистиляції дьогтю буку.

## Застосування
Деревний креозот застосовується при туберкульозі та як антисептик. Кам'яновугільний — для консервації дерева (при просочуванні шпал, дерев'яних опор тощо) та захисту його від гниття, у виробництві штучних смол, а також як флотаційний реагент під час збагачення (флотації) руди.
Характерний запах залізничних шпал (а також запах в метрополітені) пов'язаний з їх просоченням креозотом. На жаль, іноді такі шпали (зазвичай вживані, але у хорошому стані) використовуються для спорудження не тільки сараїв і гаражів, але і житлових будинків або дач, тим самим створюючи серйозну небезпеку здоров'ю людей, які мешкають в них.

## Токсична дія
Діє подібно до фенолів, але слабкіше, впливає на нервову систему; підсилює чутливість шкіри до світла. Контакт шкіри з креозотом призводить до появи рожевих плям, папул, бородавчастих розростань, сильної пігментації, посиленого ороговіння шкіри. Особливо гостро захворювання відбувається в сонячні дні. У робітників, які займалися просочуванням шпал креозотом, дуже швидко з'являвся настільки сильний опік обличчя (особливо щік та носа), передпліч і шиї, що вони змушені припиняти роботу через 0,5—1 год. У легких випадках через 1—3 дні з'являлася пігментація, у важчих — лущення і тривала пігментація. Одночасно у 50 % людей, що працюють на цій роботі, виникає світлобоязнь, сльозотеча; у невеликій кількості випадків — враження рогівки (при тривалій дії — її пігментація). Гіперкератози і бородавчасті розростання, що викликаються креозотом, можуть розвинутися в рак шкіри, який дає метастази в лімфатичних залозах. Вважається, що для появи раку від впливу креозоту потрібен тривалий час. Згідно з останніми дослідженнями, креозот вважається потенційним канцерогеном. У зв'язку з цим, з 2003 року у країнах ЄС заборонено використання креозоту, без відповідного ліцензування.